# Roque (assistente de palco)
Gonçalo Roque, mais conhecido como Roque (Boa Esperança do Sul, 1 de abril de 1937), é um animador, assistente de palco e político brasileiro.
É o primeiro funcionário contratado pelo SBT, onde trabalha até hoje, como Diretor de Auditório.
Foi vereador de Carapicuíba por 3 mandatos, durante as 3 primeiras legislaturas do município.

## Trajetória
Gonçalo começou a trabalhar durante os anos 50 na rádio Excelsior de São Paulo. Roque estava procurando emprego, foi assistir ao programa de Manoel de Nóbrega na Rádio Nacional e, ao conversar com o porteiro, foi indicado para uma vaga de office boy. Nas horas vagas, dava um suporte na portaria e esbarrava com Silvio Santos quase sempre, de quem se tornou grande amigo – o que lhe permitiu ingressar na TV Studios (TVS), o atual SBT.
Tornou-se conhecido do público por atuar como assistente de palco, notadamente dos programas Topa Tudo Por Dinheiro e Programa Silvio Santos.
Atualmente Roque diminuiu suas participações com Silvio Santos em frente as câmeras do Programa Silvio Santos em comparação ao Topa Tudo por Dinheiro, pois o mesmo deixou de ser assistente de palco do programa. Roque continua ao comando do auditório ''mais feminino do Brasil'', frase carinhosamente dada por Silvio Santos como forma de elogio ao seu auditório. 
Em 2017, Roque implantou uma válvula na cabeça para o tratamento de hidrocefalia.
É casado com Janilda Nogueira, e pai de Sander Paes Roque, falecido em 2002 . 